# Montellano
Montellano est une commune située dans la province de Séville de la communauté autonome d’Andalousie en Espagne.

## Géographie

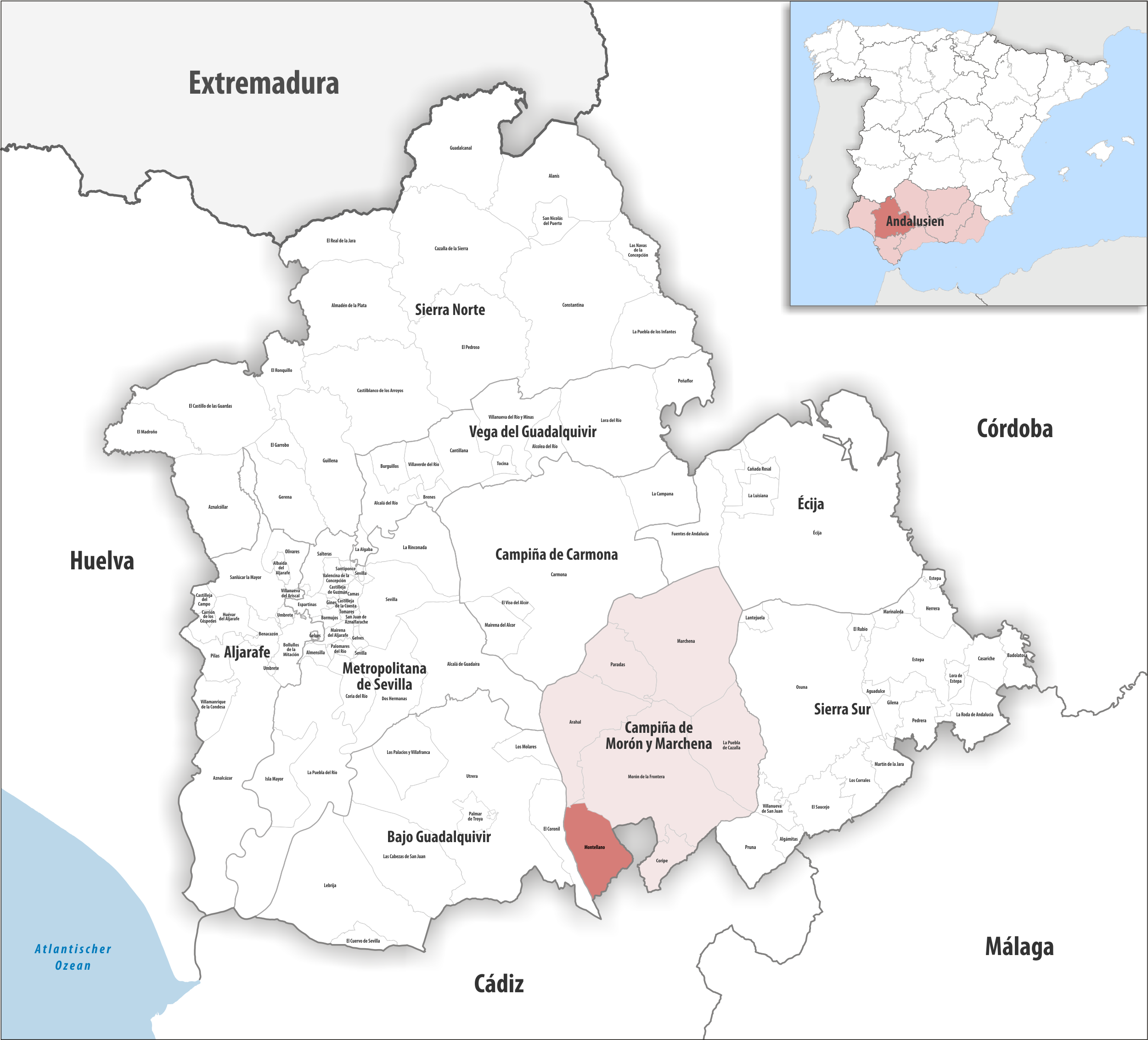
Montellano dans la province de Séville / en Andalousie

### Localisation
La commune de Montellano est dans la comarque Campiña de Morón et Marchena (province de Séville) et jouxte la province de Cadix au sud.
Séville est à 63,5 km nord-ouest ;
Malaga à 156 km est-sud-est ;
Gibraltar à 185 km sud ;
Algésiras à 167 km sud ;
Jerez de la Frontera à 75 km sud-ouest ;
Cadix à 104 km sud-ouest.

## Administration
| Période                                  | Période | Identité | Étiquette | Qualité |
| ---------------------------------------- | ------- | -------- | --------- | ------- |
| N/A                                      | N/A     | N/A      | N/A       | Maire   |
| Les données manquantes sont à compléter. |         |          |           |         |